# Monex Europe

Monex Europe es una compañía de cambio de divisas con sede en el Reino Unido, especializada en operaciones de compraventa de divisas y pagos internacionales. Pertenece al Holding financiero mexicano cotizado en bolsa, Grupo Financiero Monex. Monex Europe provee operaciones en el mercado de divisas de cambio de divisas valor mismo día, spot, seguros de cambio, a compañías cotizadas en el FTSE, instituciones financieras, PYMES, y organizaciones gubernamentales y sin ánimo de lucro.

## Historia
La compañía fue fundada en el año 2006 bajo el nombre Schneider Foreign Exchange por Sonny Schneider, Nick Edgeley, Will Tracey, Shelton Fray y Anthony North, siendo registrada por el HM Revenue & Customs como negocio de servicios monetarios.[cita requerida]
En octubre del año 2010, fue nombrada finalista en los premios National Business Awards en la categoría de Empresa Privada del Año.
En marzo de 2011, Schneider Foreign Exchange consiguió la autorización de la Financial Conduct Authority para operar como Compañía de Pago Autorizada.[cita requerida]
En julio de 2012, el Grupo Monex (Holding Monex SAPIB), uno de los mayores proveedores de cambios de divisa, adquirió Schneider Foreign Exchange cambiando su nombre a Monex Europe. La empresa está autorizada por la Financial Conduct Authority (FCA) bajo el número de registro 463951.
En enero de 2014, Monex Europe lanzó una filial llamada Monex Europe Markets Ltd, dedicada a los derivados financieros. La filial fue autorizada también por la Financial Conduct Authority bajo el número de registro 596146.
En octubre de 2016 extendían sus redes económicas con las sociedad Grupo Goldman & Harris, principal exponente, en España, del Hipódromo de Madrid, varias cadenas de hoteles y diversas sedes comerciales en Madrid, Marbella, Málaga y Barcelona. Cuentan en su haber con 1250 trabajadores, repartidos en diferentes gerencias nacionales. El grupo Goldman ha quedado instituido para la inversión financiera, agrupando todos los departamentos comerciales, sobre el Grupo Harris, con sede en Madrid. Este grupo (Harris) es uno de los principales accionistas del estadio Wanda Metropolitano y del que se prevé que sea el nuevo estadio reformado Santiago Bernabéu. También ejerce su importante presencia en hoteles como el Ritz o el Palace Central Madrid. La conexión de este grupo, se está extendiendo a las marcas deportivas como Under Armour, Canterbury o Nike. Esta última en el año 2018 ha conseguido entrar a modo comercial y patrocinio, en el Campo de Golf de Somosaguas, en el denominado Círculo de Cricket de Sotogrande y oficialmente, en el Hipódromo de Madrid. A través de las sociedades Jofarens.SL, Limsay.SL, Bistens.SL, GoldenAmind.SL y Bianqui & Harriet.SL, se están consiguiendo los avances en materia comercial, ventas y patrocinio en nuevos sectores. Unos sectores que podrían cerrar el año 2019 con más de 100 millones de Euros en beneficios.

## Operaciones y finanzas
La sede de Monex Europe se encuentra en la City de Londres, en el distrito del Banco de Inglaterra, con oficinas adicionales en Madrid y Ámsterdam. Según las cuentas publicadas por la compañía, Monex Europe tuvo un volumen de negocio de 13.021 billones de libras en los 9 meses previos al cierre de 31 de diciembre de 2015.